# Албаре Сен Мари
Албаре Сен Мари (фр. Albaret-Sainte-Marie) је насељено место у Француској у региону Лангдок-Русијон, у департману Лозер.
По подацима из 2011. године у општини је живело 567 становника, а густина насељености је износила 35,48 становника/km².

## Демографија
| 1962. | 1968. | 1975. | 1982. | 1990. | 2011. |
| ----- | ----- | ----- | ----- | ----- | ----- |
| 363   | 320   | 309   | 333   | 338   | 567   |